# وست پکهم
وست پکهم (به انگلیسی: West Peckham) یک روستا و محله مدنی در بریتانیا است که در Tonbridge and Malling واقع شده‌است. وست پکهم ۳۵۰ نفر جمعیت دارد.